# Wilhelm von Gottberg
Wilhelm von Gottberg, né le 30 mars 1940 à Königsberg (Allemagne nazie), est un homme politique allemand, membre du parti Alternative pour l'Allemagne. Il est élu au Bundestag, à la suite des élections de 2017, législature dans laquelle il devient le doyen d'âge du Bundestag. Il ne se représente pas lors des élections de 2021.